# Мербю-сентрум (станція метро)
59°23′55″ пн. ш. 18°02′10″ сх. д. / 59.39861111° пн. ш. 18.03611111° сх. д.
«Мербю-сентрум» (швед. Mörby centrum) — кінцева станція Червоної лінії Стокгольмського метрополітену, обслуговується потягами маршруту Т14.
Була відкрита  29 січня 1978, як північний кінець черги від Університет.

Відстань до Слюссена становить 11,1 км.
Пасажирообіг станції в будень —	8,350 осіб (2019)

Розташування: у комуні Дандерюд, єдиний вестибюль знаходиться у торговому Мербю-сентрумі.
Конструкція: односклепінна станція глибокого закладення (тбіліського типу) з однією острівною прямою платформою.

## Операції
| Попередня станція | Лінія | Лінія     | Лінія | Наступна станція             |
| ----------------- | ----- | --------- | ----- | ---------------------------- |
| Кінцева           |       | Лінія T14 |       | Дандерюдс-шукхус до Фруенген |